# Joe Waskom
Joe Waskom (* 12. April 2001 in Seattle, Washington) ist ein US-amerikanischer Leichtathlet, der im Mittel- und Langstreckenlauf an den Start geht.

## Sportliche Laufbahn
Joe Waskom wuchs in Snoqualmie in Washington auf und studiert seit 2020 an der University of Washington. 2022 wurde er NCAA-Collegemeister im 1500-Meter-Lauf und im Jahr darauf schied er bei den Weltmeisterschaften in Budapest mit 3:47,26 min in der ersten Runde aus. 

## Persönlichkeiten
- 1500 Meter: 3:34,64 min, 14. Juli 2023 in Lignano Sabbiadoro
  - 1500 Meter (Halle): 3:39,53 min, 26. Februar 2023 in Boston
- Meile: 3:51,90 min, 28. Januar 2023 in Boston
  - Meile (Halle): 3:56,43 min, 18. Februar 2022 in Fayetteville